# 毛玻璃

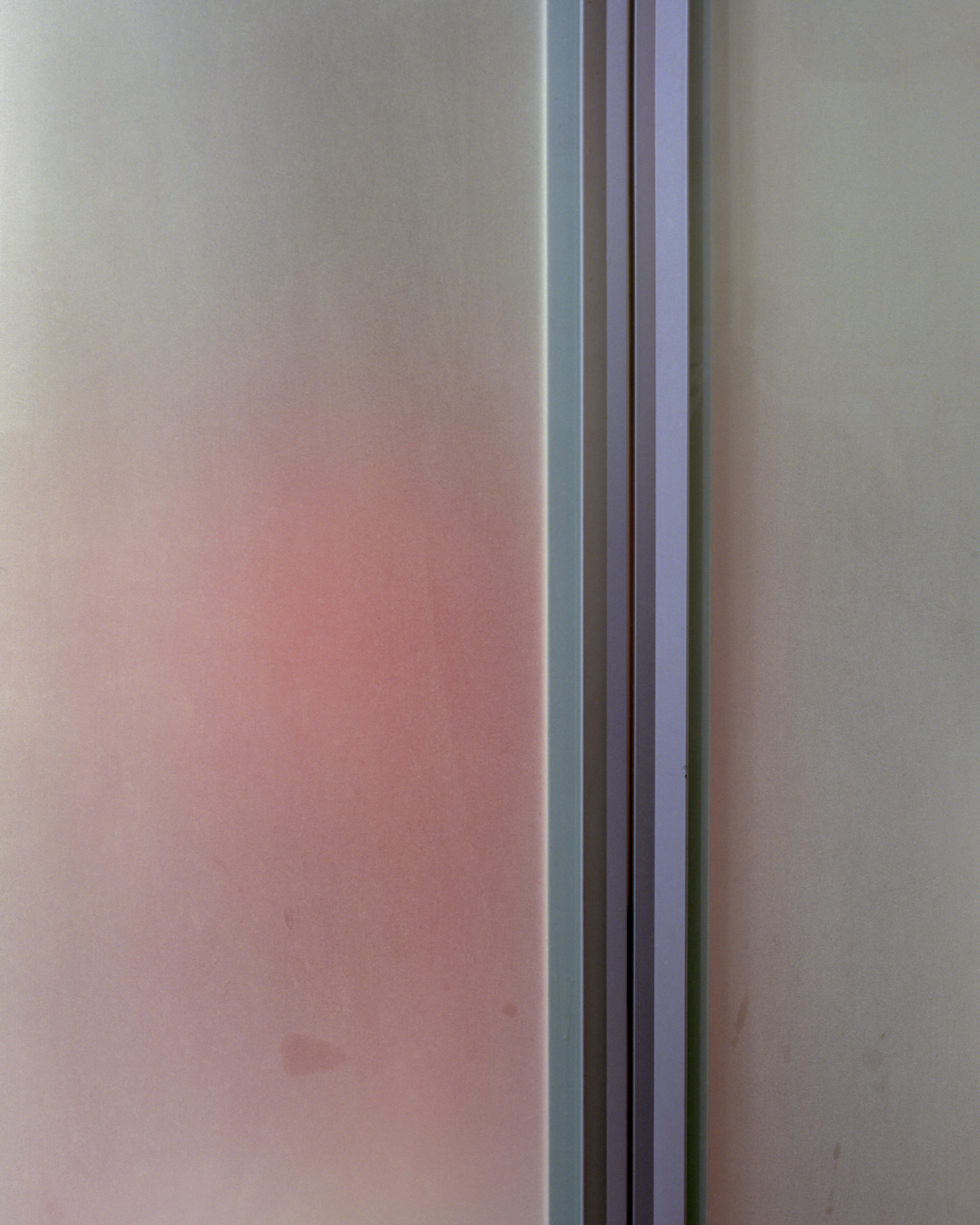
磨砂玻璃创造了模糊图像。

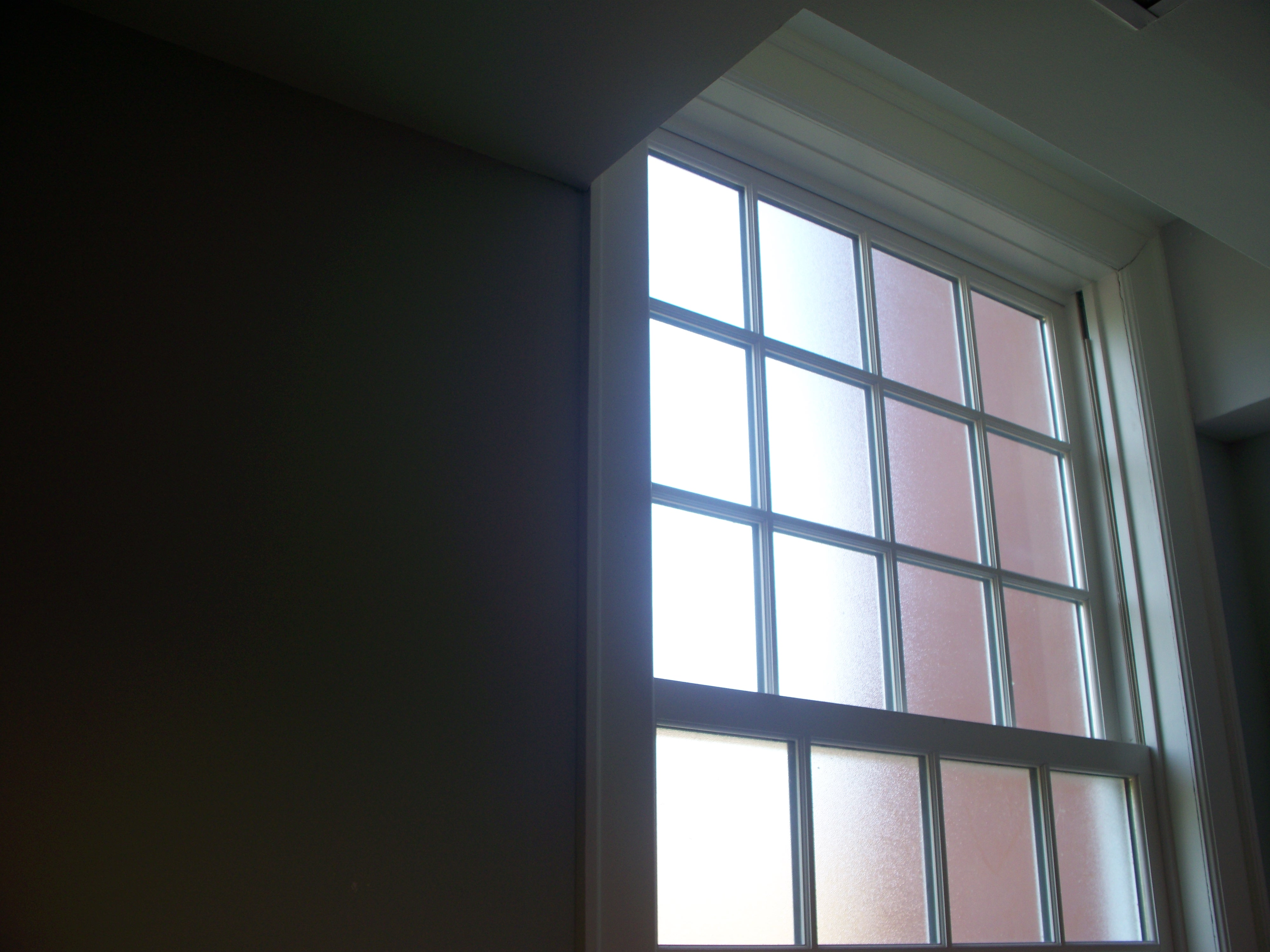
在降雨区使用的马赛克玻璃。

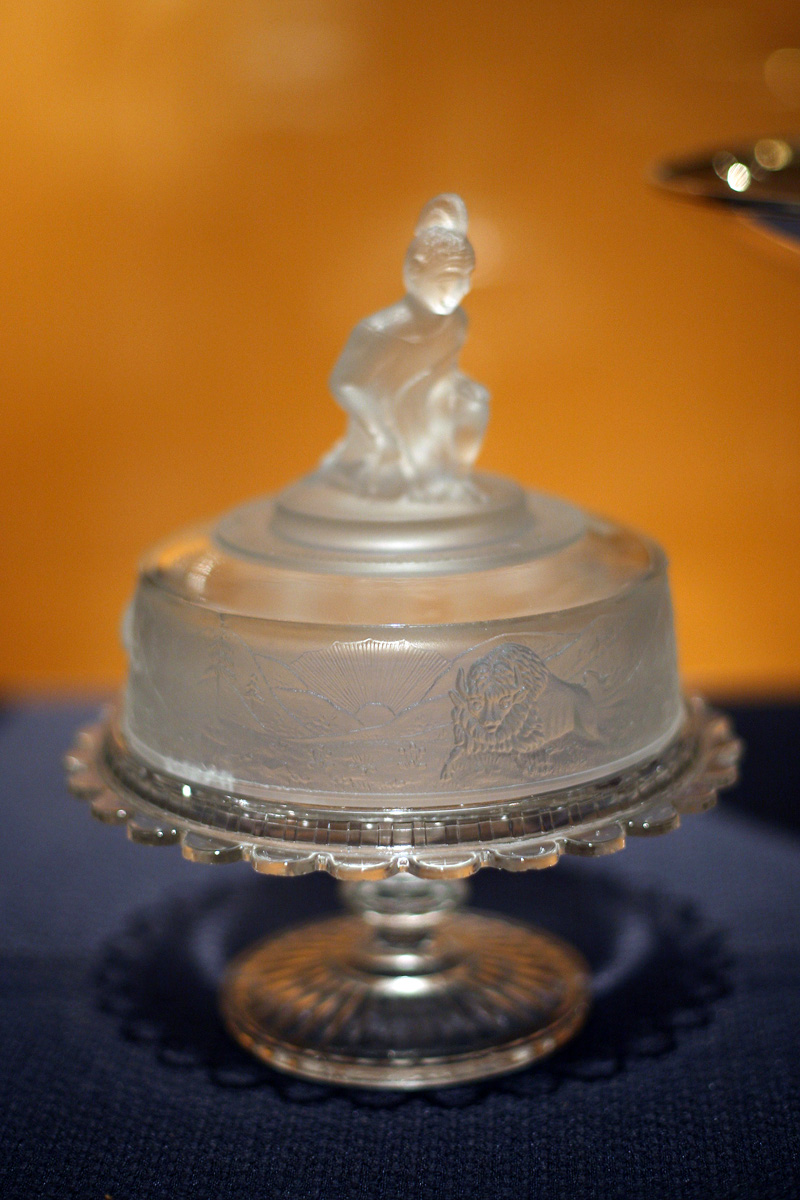
詹姆斯·吉林德父子公司（James Gillinder & Sons）（1860-约1935）。“向西走！ 蜜饯盒子” 约1875年。无色磨砂玻璃。收藏于布鲁克林博物馆。

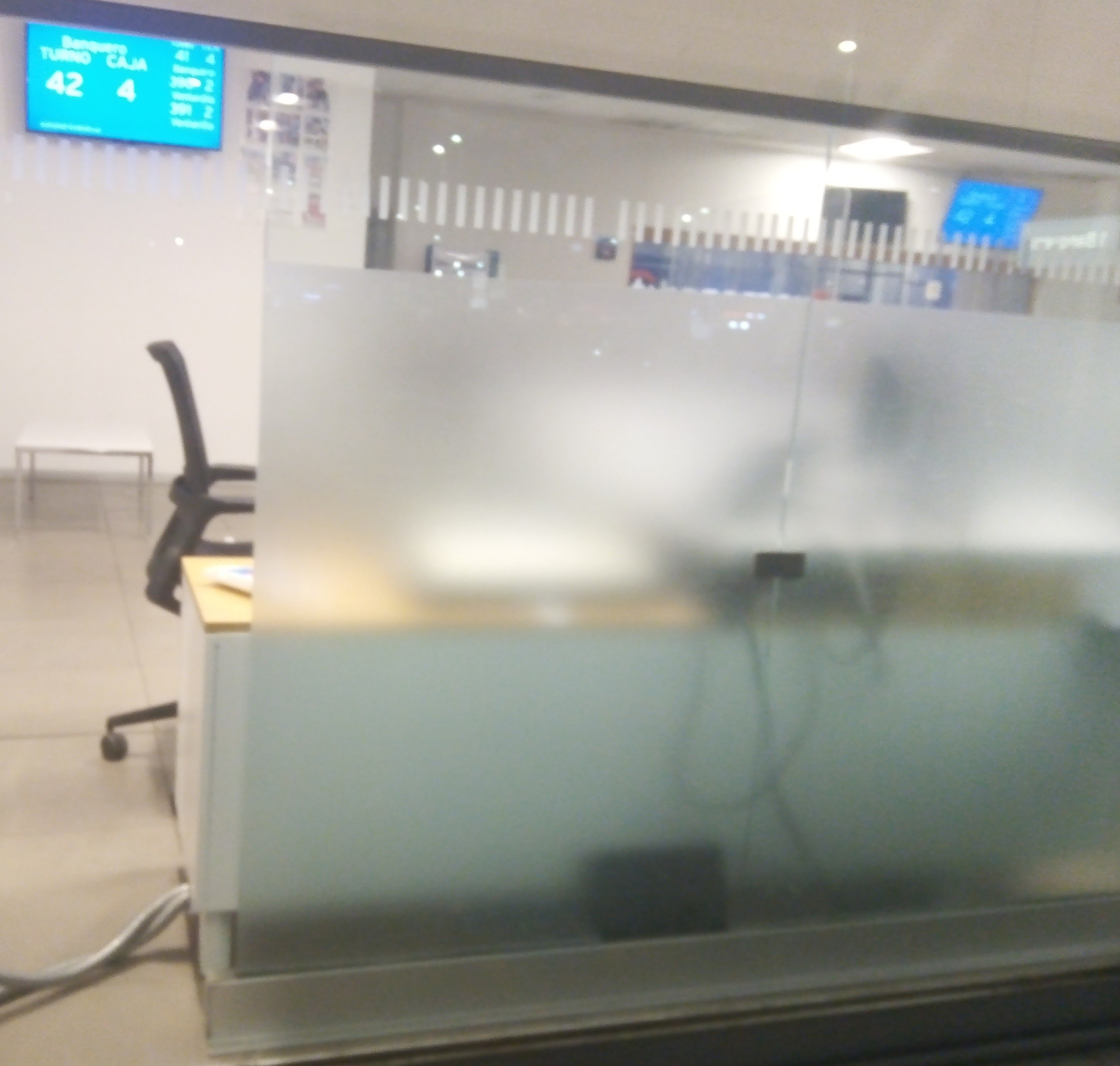
办公室里的磨砂玻璃。

毛玻璃，也称马赛克玻璃、磨砂玻璃，是通过对透明板材玻璃进行喷砂或酸蚀刻而产生。这在玻璃窗格的一侧形成凹陷的表面，并通过散射通过的光线使玻璃半透明，从而视觉外观的模糊图像，但仍然透光。有10-20%的不透明度。
应用：
- 实现视觉隐私，同时仍允许光线通过。
- 可通过使用蜡或其他抑制剂在普通玻璃上创建装饰图案，以保留透明区域。
- 在摄影接触式照片打印机（英语：Contact print）中合理地分配光线。
- 在试管中形成密闭。

磨砂玻璃的效果也可以通过应用乙烯基薄膜来实现，在玻璃表面作为一种模板使用。也可以使用“光阻”或抗光膜，它可以用来掩盖玻璃表面上的装饰性设计或标志周围的区域。同样的效果也可以通过使用罐装磨砂玻璃喷雾剂来实现。

## 回收问题
马赛克玻璃不适合通过玻璃垃圾箱回收。